# David Gulpilil

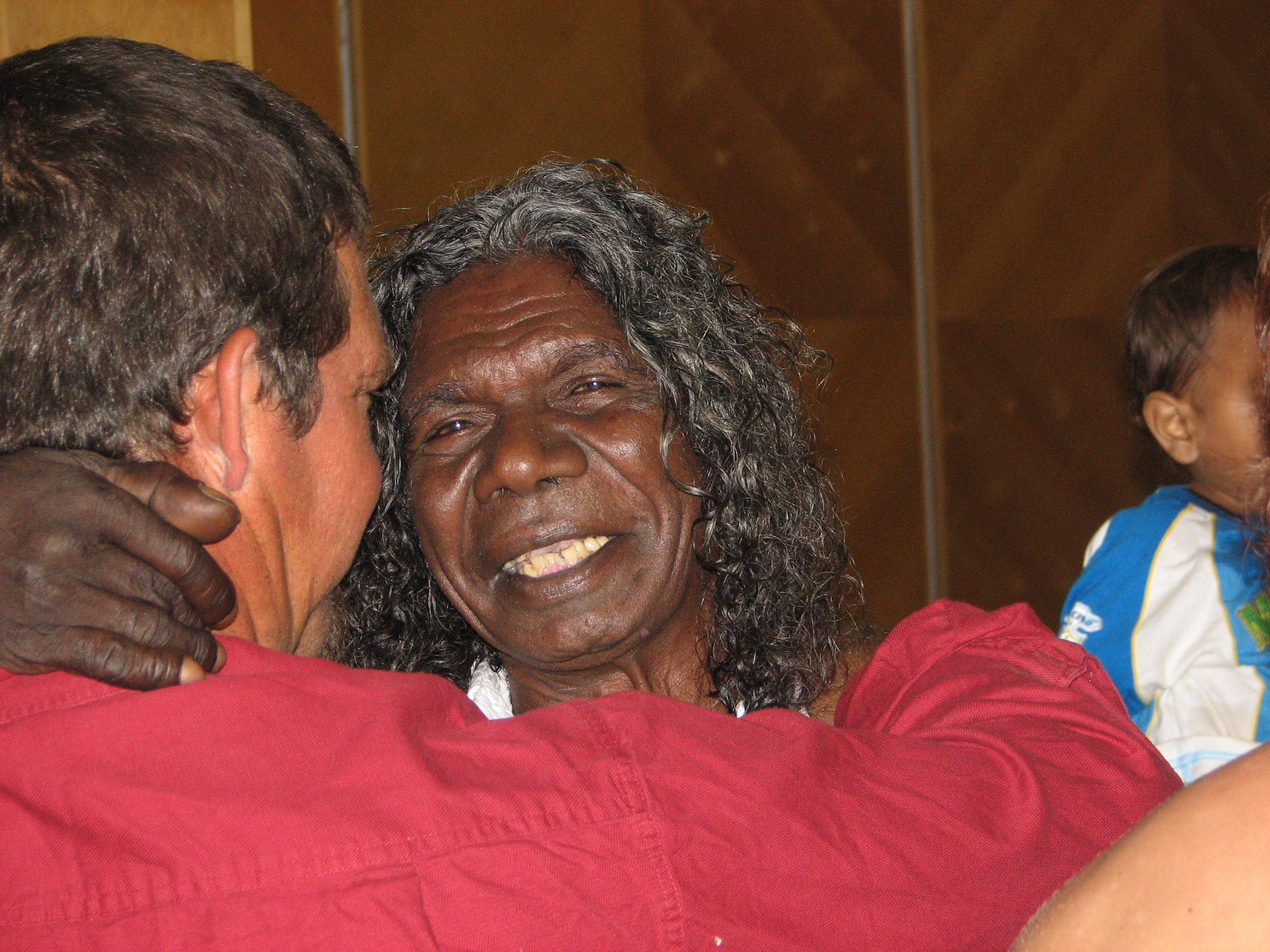
David Gulpilil im August 2007

David Gulpilil Rigjimiraril Dalaithngu AM (* 1953 in Maningrida, Arnhemland, Northern Territory; † 29. November 2021 in Murray Bridge, South Australia) war ein australischer Schauspieler und Tänzer.

## Leben und Karriere
David Gulpilil war ein Aborigine vom Stamm der Yolngu. Als offizielles Geburtsdatum wurde von Missionaren der 1. Juli 1953 eingetragen, allerdings handelt es sich dabei nach Angaben von Gulpilil um eine Schätzung. Schon als kleiner Junge war er ein vollendeter Jäger, Spurenleser und Zeremonientänzer. Seine Kindheit verbrachte er im Busch, abgeschirmt vor dem Einfluss der weißen Zivilisation. Später besuchte er die Missionsschule von Maningrida im Nordosten von Arnhemland, wo er Englisch erlernte. 

### Auftritte in Film und Fernsehen
1970 hatte er seinen ersten Auftritt neben Hauptdarstellerin Jenny Agutter in dem international erfolgreichen Film Walkabout des britischen Regisseurs Nicolas Roeg. In den folgenden 50 Jahren war Gulpilil in einer Vielzahl von Filmen und Fernsehproduktionen zu sehen und galt weithin als wichtigster aboriginesischer Schauspieler seiner Generation.
Kommerziell erfolgreich war 1976 Storm Boy mit ihm in einer der großen Rollen, auch in der gleichnamigen Neuverfilmung von 2019 sollte er einen Auftritt haben. In dem Kassenerfolg Crocodile Dundee – Ein Krokodil zum Küssen übernahm er 1986 eine Nebenrolle. 2006 trat Gulpilil in dem Film 10 Kanus, 150 Speere und 3 Frauen (Ten Canoes) von Regisseur Rolf de Heer auf, der im gleichen Jahr den Spezialpreis der Jury beim Cannes Film Festival gewann. Hauptrollen hatte er unter anderem in den Filmen The Tracker (2002) und Charlie's Country (2013) inne. International vielbeachtet wurde sein Auftritt in dem von Regisseur Baz Luhrmann inszenierten australischen Filmepos Australia (2008) neben Nicole Kidman und Hugh Jackman.
2021 erschien der Dokumentarfilm My Name is Gulpilil, in dem der bereits todkranke Künstler nähere Einblicke in sein Leben gewährte.

### Tanz, politische und kulturelle Rolle bei den Aborigines
Gulpilil war in Australien auch als Traditionstänzer der Aborigine bekannt. Er organisierte Tänzergruppen und Musiker und trat auf Festivals quer durch Australien auf, einschließlich des prestigeträchtigen Tanzwettbewerbs Darwin Australia Day Eisteddfod Dance Competition, den er viermal gewann. Sein erzählerisches Talent schlug sich im Verfassen zweier Bände von Kindergeschichten über den Glauben der Yolngu nieder, die mit Fotografien und Malereien australischer Künstler bebildert sind. Sein letzter künstlerischer Erfolg war im März 2004 die Teilnahme in einer autobiografischen Bühnenproduktion beim Adelaide Festival of Arts.
Gulpilil betätigte sich auch politisch, indem er für die Rückgabe von Land an die Stämme eintrat. Außerdem prangerte er die Gestohlene Generation an. Mischlingskinder wurden von den Behörden ihren Aborigineelternteilen gewaltsam entrissen und kamen in weit weg von der Heimat gelegene Missionsschulen oder wurden an adoptionswillige weiße Ehepaare vermittelt.

### Privates
Gulpilil geriet mehrfach negativ in die Schlagzeilen. Am Filmset von Walkabout lernte er völlig unvorbereitet Alkohol kennen und hatte später immer wieder Probleme im Zusammenhang mit seinem Alkoholkonsum. 2006 kam es in Darwin zu einem Zwischenfall mit einem anderen Mann. Gulpilil fühlte sich bedroht und zückte eine Machete. Die Anklage wegen Tragen einer Offensivwaffe entschied 2007 das Gericht mit einem Freispruch, da die Machete ein Bestandteil kultureller Art sei. 2007 hatte Gulpilil Probleme wegen häuslicher Gewalt gegenüber seiner Ehefrau. Im September 2011 wurde David Gulpilil nach einem tätlichen Angriff auf seine Frau zu einer Haftstrafe verurteilt. Ein Gericht in Darwin entschied, der 58-Jährige müsse ein Jahr in Haft und eine Entziehungskur absolvieren. Gulpilil hatte  in betrunkenem Zustand seine Frau Miriam Ashley mit einem Besenstiel geschlagen und ihr dabei den Arm gebrochen. Er war bereits mehrfach wegen häuslicher Gewalt und Verkehrsdelikten unter Alkoholeinfluss verurteilt worden.
David Gulpilil war bis 2003 in erster Ehe mit Robin Djungini verheiratet. Ab 2004 war er mit Miriam Ashley verheiratet. Sein Sohn Jamie Gulpilil ist ebenfalls schauspielerisch tätig. Zuletzt lebte er in Winnellit im Nordterritorium. Er starb Ende November 2021 im Alter von 68 Jahren an Lungenkrebs.

## Filmografie (Auswahl)
Filme
- 1971: Walkabout
- 1976: Mad Dog
- 1976: Storm Boy
- 1977: Die letzte Flut (The Last Wave)
- 1983: Der Stoff, aus dem die Helden sind (The Right Stuff)
- 1986: Crocodile Dundee – Ein Krokodil zum Küssen (Crocodile Dundee)
- 1987: Dark Age – Crocodile Hunter (Dark Age)
- 1991: Bis ans Ende der Welt
- 1996: Dead Heart – Tödliche Affäre (Dead Heart)
- 2001: Serenades
- 2002: Long Walk Home (Rabbit-Proof Fence)
- 2002: The Tracker
- 2005: The Proposition – Tödliches Angebot (The Proposition)
- 2006: 10 Kanus, 150 Speere und 3 Frauen (Ten Canoes)
- 2007: Crocodile Dreaming
- 2008: Australia
- 2012: Satellite Boy
- 2013: Charlie’s Country
- 2015: Anothy Country
- 2017: Cargo
- 2019: Storm Boy
- 2021: My Name is Gulpilil (Dokumentarfilm über sein Leben)

Fernsehen
- 1972–1973: Boney (Fernsehserie, 4 Folgen)
- 1974: Homicide (Fernsehserie, Folge Slow Fuse)
- 1976: Jagd nach Gold (Rush; Fernsehserie, Folge The Kadaitcha Man)
- 1977: Das neue Land (The Outsiders; Miniserie, Folge The Dam and the Damned)
- 1980: Wildes weites Land (The Timeless Land; Miniserie, 8 Folgen)
- 1980: Young Ramsay (Fernsehserie, Folge Dreamtime)
- 1989: Naked Under Capricorn (Fernsehfilm)
- 2000: Beastmaster – Herr der Wildnis (Beastmaster; Fernsehserie, Folge Valhalla)
- 2017: The Leftovers (2 Folgen)

## Auszeichnungen
- 1987 Member des Order of Australia für seine Verdienste um die Kunst durch die Interpretation der Kultur der Aborigines[7]
- 2001 Centenary Medal für seine Verdienste um die australische Gesellschaft durch Tanz und Schauspiel[8]